# Maria Gaetana Agnesi
Maria Gaetana Agnesi (aɲˈɲeːzi, -eːsi; -ɛːzi; Milano, 16 maggio 1718 – Milano, 9 gennaio 1799) è stata una matematica, filosofa, teologa e filantropa italiana.
Riconosciuta come una delle più grandi matematiche di tutti i tempi, fu la prima donna autrice di un libro di matematica e la prima a ottenere una cattedra universitaria di matematica presso l'Università di Bologna.

## Biografia

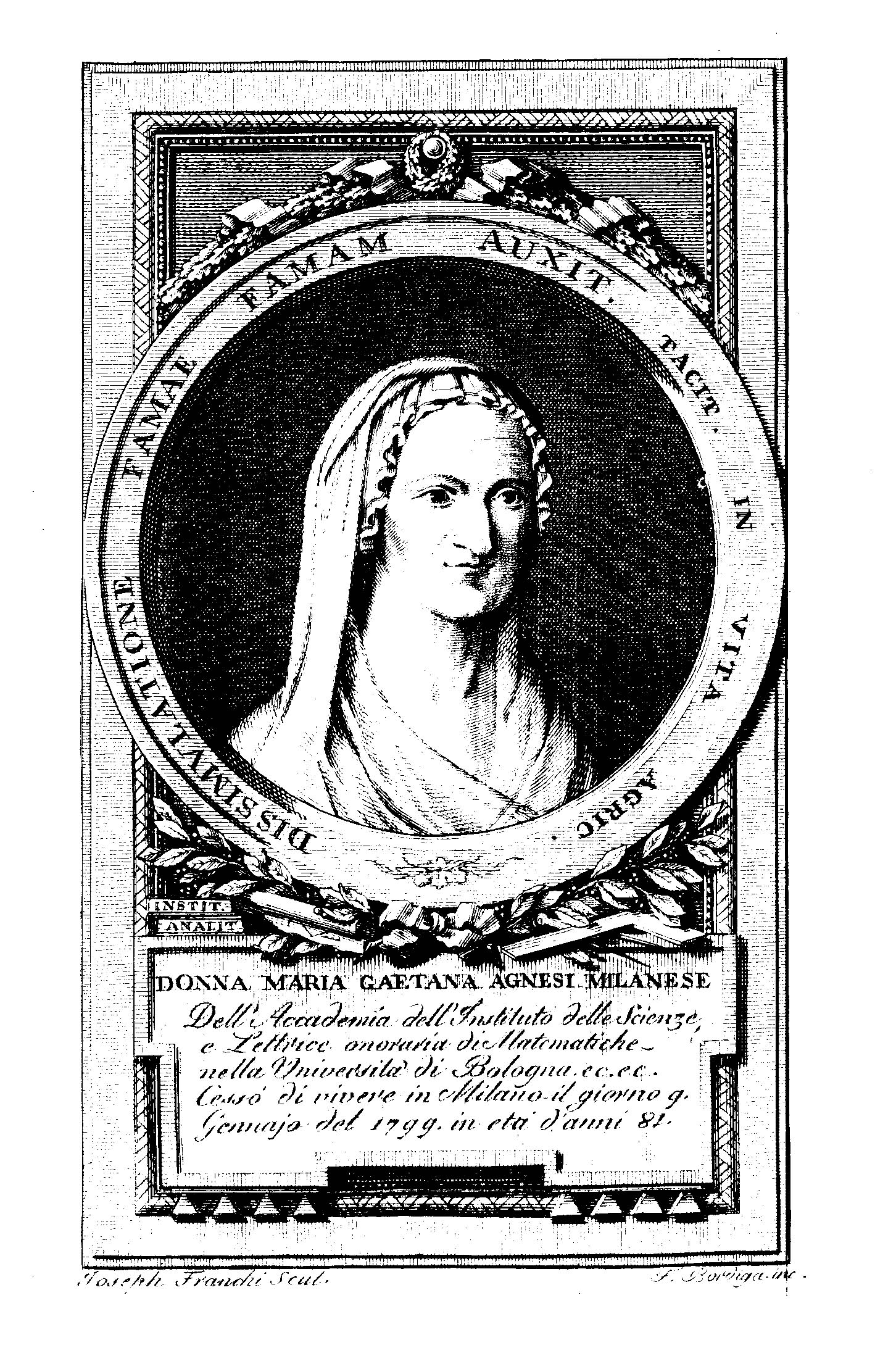
Antonio Francesco Frisi, Elogio storico di Donna Maria Gaetana Agnesi, 1799

Maria Gaetana è la primogenita di ventuno figli. Sua madre, Anna Fortunata Brivio, apparteneva al ramo dei Brivio di Montevecchia e sposò Pietro Agnesi il 6 giugno 1717. Da questo primo matrimonio nacquero otto figli fra cui la compositrice Maria Teresa Agnesi Pinottini. La bambina nacque a Milano pochi anni dopo l'annessione del Ducato di Milano all'Impero asburgico in conseguenza del trattato di Utrecht (1713), da una facoltosa famiglia arricchitasi con l'industria della seta. Maria Gaetana Agnesi mostrò presto di possedere una straordinaria intelligenza e una particolare propensione per le lingue straniere. Il padre che, come da tradizione, aveva deciso di far istruire il primogenito maschio, riconobbe e incoraggiò queste doti, e decise di provvedere alla sua istruzione con illustri precettori.
Con il loro aiuto Agnesi apprese perfettamente, tanto da meritarsi il soprannome di Oracolo Settilingue,       l'italiano, il tedesco, il francese, il latino, il greco, lo spagnolo e l'ebraico. Dalla corrispondenza privata emerge che nel 1737 ella, per obbedire al padre, passò dallo studio delle lingue e dell'eloquenza ai difficili studi di filosofia e di matematica: la casa degli Agnesi era nel frattempo diventata uno dei salotti più in vista di Milano, frequentato dagli intellettuali d'Italia e di mezza Europa.
Proprio costoro introdussero Maria Gaetana Agnesi agli Elementi di Euclide, alla logica e alla metafisica, alla fisica generale, particolare e sperimentale. Diventò poi abitudine della ragazza esporre nel salotto di casa sua, per desiderio del padre, i propri progressi con varie tesi filosofiche, pubblicate poi nel 1738 in una raccolta dal titolo Propositiones Philosophicae contenente 191 tesi, tratte dalle pubbliche discussioni, riguardanti questioni di logica, botanica, cosmologia, ontologia, meccanica, pneumatologia (la scienza degli spiriti).
Maria Gaetana Agnesi espresse, in molti di questi saggi, la convinzione che anche le donne dovessero essere istruite. Nonostante i successi ottenuti, a ventun anni chiese al padre il permesso di diventare monaca; ma poi, per rimanere in casa ad accudirlo, si risolse a sacrificare le proprie inclinazioni, a condizione di non prendere più parte alla vita mondana e di avere il permesso di recarsi in chiesa ogni qualvolta lo desiderasse. Agnesi, «tranquillata nell'animo», decise di dedicarsi intensamente allo studio dell'algebra, della geometria e della teologia.

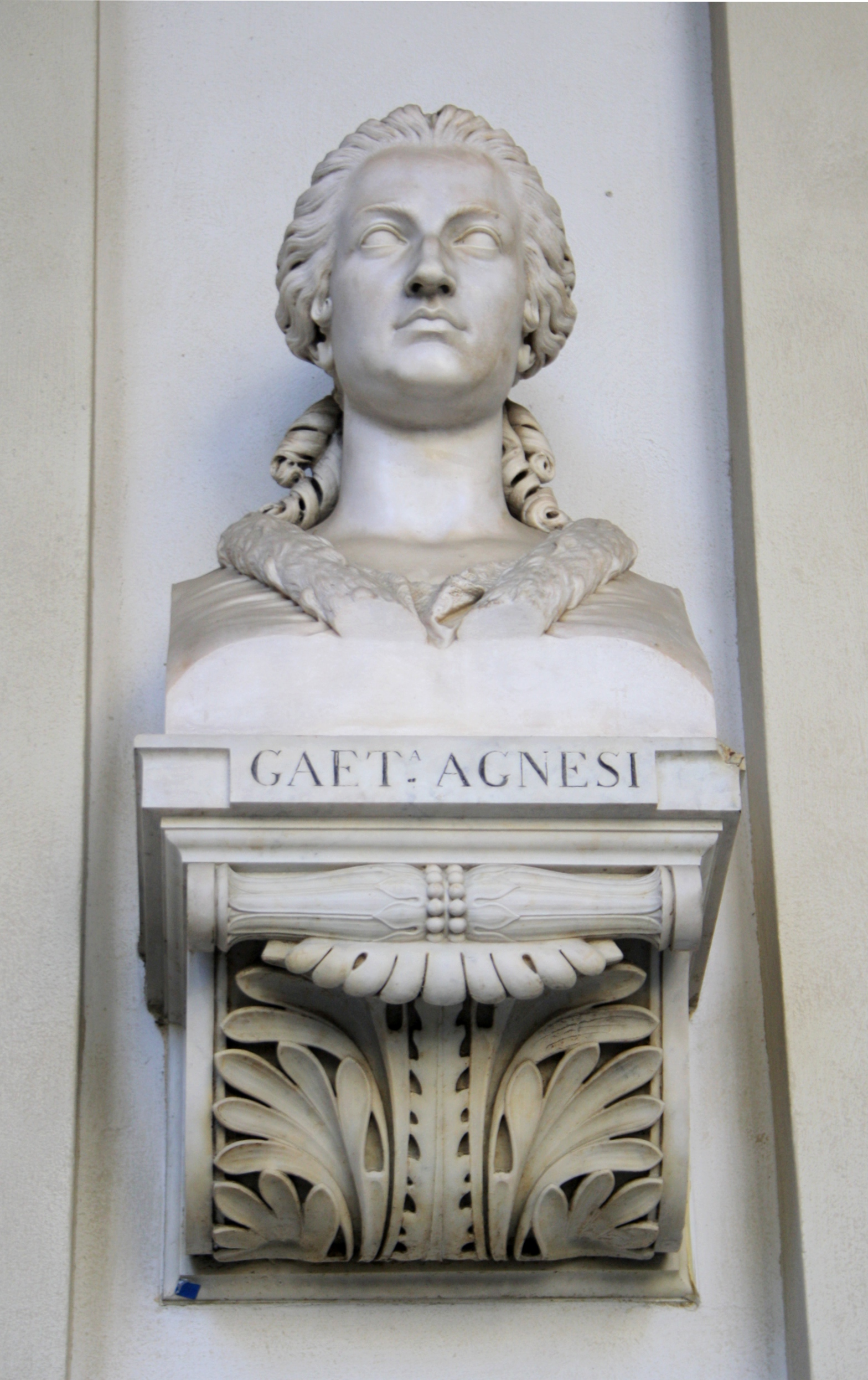
Busto di Maria Gaetana Agnesi nel Palazzo di Brera (Milano)

Iniziò ad analizzare un'opera postuma del marchese de L'Hôpital, Traité Analytique des Sections Coniques, e ne compose un commento, mai pubblicato, chiedendo delucidazioni e consigli a rinomati matematici per via epistolare. In quello stesso periodo, quegli stessi interlocutori le chiesero aiuto e collaborazione per giudizi e commenti su opere di prossima pubblicazione.
Nel 1740, a ventidue anni, Maria Gaetana Agnesi iniziò un periodo di studi in collaborazione con padre Ramiro Rampinelli, professore di fisica e matematica a Milano nel Monastero di San Vittore al Corpo della congregazione olivetana, titolare della cattedra di matematica e fisica all'Università di Pavia e pioniere della matematica analitica. Con l'aiuto di Rampinelli, Agnesi studiò il testo dell'abate Charles-René Reynaud, Analisi dimostrata (1708), e rinunciò a pubblicare il proprio commento sulle sezioni coniche per disporsi, incoraggiata dal suo mentore e dall'aiuto di Jacopo Riccati, alla stesura di un testo di analisi, le Instituzioni Analitiche ad uso della Gioventù Italiana pubblicate in italiano nel 1748 e dedicate all'imperatrice Maria Teresa d'Austria.
L'opera godette di larga fama e fu tradotta in francese (1775) e in inglese (1801). Le giunsero plausi da tutta Europa: i dotti dell'Accademia Reale di Francia lodarono il libro come un'opera avanzatissima, la migliore mai apparsa nel genere; l'imperatrice Maria Teresa d'Austria le inviò un anello di brillanti in un prezioso cofanetto; il papa Benedetto XIV le inviò benedizioni e doni preziosi; Carlo Goldoni le dedicò un sonetto.
Nel 1750 sostituì il padre nell'insegnamento della matematica all'Università di Bologna. Nel 1750, Benedetto XIV le offrì una cattedra di lettura per la facoltà di matematica all'Università di Bologna, ma ella rifiutò, ritirandosi completamente dalla vita pubblica per dedicarsi a opere di carità, come la cura dei poveri e dei malati, agli studi privati, compreso quello delle Sacre Scritture, e all'istruzione dei fratelli, delle sorelle e dei domestici di casa. Maria Gaetana rese casa Agnesi un rifugio per inferme ed ella stessa divenne inserviente e infermiera: aprì un piccolo ospedale, andò a vivere con le malate e, per far fronte alle spese, dopo aver venduto tutti i suoi averi, si rivolse ai conoscenti, alle autorità, alle opere pie.

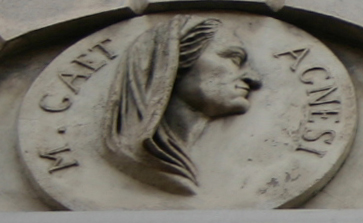
Medaglione neoclassico col ritratto della Agnesi, a Milano

Infine, grazie a una donazione del principe Antonio Tolomeo Trivulzio, nel 1771 fu istituito a Milano il Pio Albergo Trivulzio e il cardinale Giuseppe Pozzobonelli invitò Agnesi a ricoprire la carica di "visitatrice e direttrice delle donne, specialmente inferme". Nel 1783 si trasferì al Pio Albergo in qualità di direttrice, ma non abbandonò gli studi religiosi: tenne lezioni pubbliche di catechismo. Pur senza titoli accademici, era ormai una teologa e il cardinale Pozzobonelli, per decidere sull'ortodossia di uno scritto su politica e religione, si rivolse a lei.
Chi cercava Maria Gaetana Agnesi per ottenere pareri scientifici fu, al contrario, cortesemente scoraggiato: l'Accademia di Torino, ad esempio, le chiese di esaminare i lavori di Lagrange intorno al calcolo delle variazioni e lei si sottrasse, adducendo "le sue serie occupazioni". Visse "giovinetta e ottuagenaria" per lungo tempo a Montevecchia nella Villa Agnesi Arbertoni, come ricorda una lapide commemorativa commissionata dai pronipoti Albertoni, che la affissero sul pilastro d'ingresso: essa porta «lustro al nome di lei, all'Italia e gloria cristiana».
Continuò a lavorare al Trivulzio per ventisei anni fino alla morte che avvenne nelle stanze dell'Albergo il 9 gennaio 1799, causata da una polmonite. Fu sepolta al cimitero di Porta Romana, poi chiuso e demolito nel 1826. Sulla lapide si leggeva: mariæ caietanæ agnesi / pietate doctrina beneficientia / insignis / H.S.E. / dec. an. mccxcix v id. ian. / aet lxxxi. Dopo l'abbattimento del cimitero, la lapide fu murata nel giardinetto del curato dell'attigua chiesa di San Rocco, anch'essa poi demolita.

## Contributi alla matematica

### Instituzioni analitiche

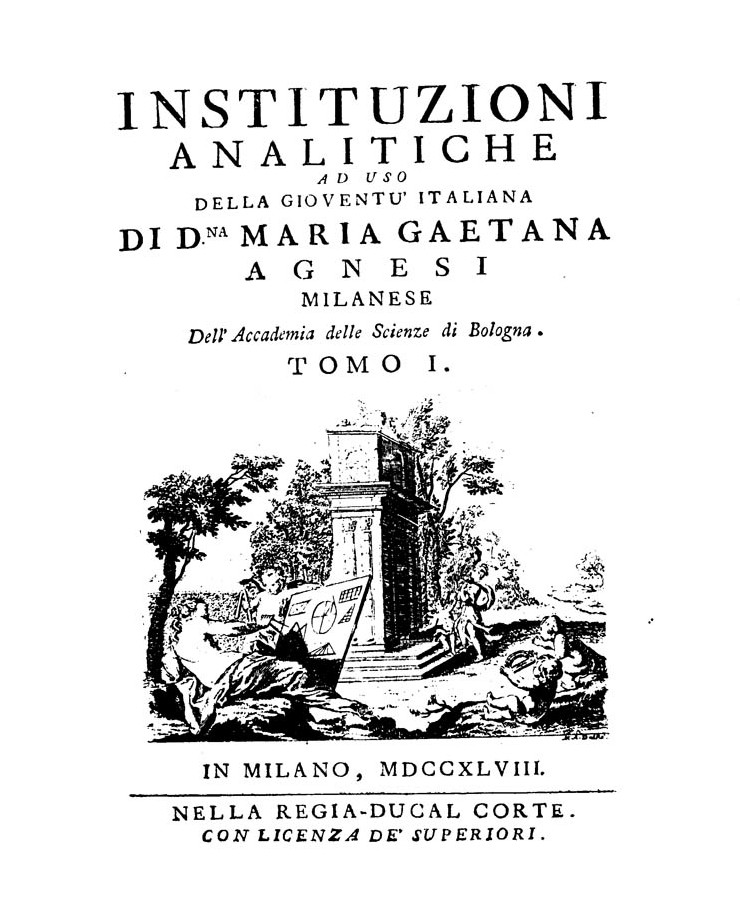
Frontespizio delle Instituzioni analitiche (1748)

Il più importante risultato dei suoi studi fu il testo Instituzioni analitiche ad uso della gioventù italiana, pubblicato a Milano nel 1748 e considerato "la migliore introduzione ai lavori di Eulero" (1707-1783). Il primo volume tratta dell'analisi delle quantità finite e il secondo dell'analisi infinitesimale.
Una traduzione francese del secondo volume, a opera di P. T. d'Antelmy, integrato da Charles Bossut (1730-1814), apparve a Parigi nel 1775. Una traduzione inglese si deve a John Colson (1680-1760), titolare della cattedra lucasiana di matematica all'Università di Cambridge: rivista da John Hellins, fu pubblicata nel 1801 a spese del barone Francis Maseres.

### Versiera di Agnesi

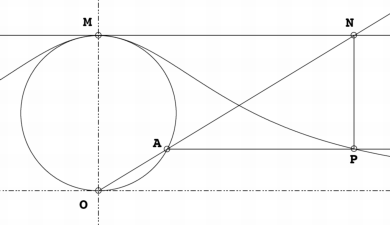
La curva nota come versiera Agnesi

Scrisse anche un commento al Traité analytique des sections coniques du marquis de l'Hôpital che non fu mai pubblicato, nonostante l'apprezzamento mostrato dai pochi lettori del manoscritto. Vi veniva discussa una curva detta versiera, come da lei battezzata nel 1748. Il già citato John Colson, che tradusse il testo in inglese, confuse "versiera" con "avversiera", che tradusse con "strega": per questo motivo, nel mondo anglosassone la curva è nota ancor oggi come "witch of Agnesi".
Riferendosi alla traduzione inglese e non all'originale italiano, anche nei paesi di lingua spagnola (Messico, Cuba, e Spagna in particolare) la curva è nota con il nome sbagliato. Struik commentò:
(vedi Oxford English Dictionary.)

## Opere
- (LA) Propositiones philosophicae, Milano, Giuseppe Richino Malatesta, 1738.
- Instituzioni analitiche ad uso della gioventù italiana, vol. 1, Milano, Regia Ducal Corte, 1748.
- Instituzioni analitiche ad uso della gioventù italiana, vol. 2, Milano, Regia Ducal Corte, 1748.
- (FR) Instituzioni analitiche ad uso della gioventù italiana, Parigi, Claude Antoine Jombert, 1775.

## Onori e intitolazioni
- Le è stato dedicato un cratere di 42 km su Venere[14].
- Un modello in metallo della versiera è incorporato nella piazza antistante il municipio della città di Varedo, come tributo al genio della sua illustre cittadina[15].
- Diverse città italiane le hanno dedicato il nome di una via.
- A Merate (LC) le è stato dedicato l'omonimo liceo scientifico con opzioni scienze applicate e linguistico.
- A Milano le è stato dedicato l'ex Istituto Magistrale, ora Liceo Linguistico e delle Scienze Umane.